# Prêmios do Ano da UEFA
Os Prémios do Ano da UEFA são prémios concedidos pela UEFA para os jogadores de futebol mais destacados na temporada do futebol europeu de clubes. Os prémios eram entregues em Agosto de cada ano, numa  gala especial no Mónaco, antes da Supercopa Europeia. Desde 2005, os prémios eram concedidos no sorteio da fase de grupos da Liga dos Campeões da UEFA. A Internazionale é a primeira equipa cujos jogadores ganharam todos os prémios disponíveis na mesma época (temporada 2009-10) feito igualado pelo Real Madrid  (temporada 2017-18).

## Categorias premiadas

### Melhor Goleiro

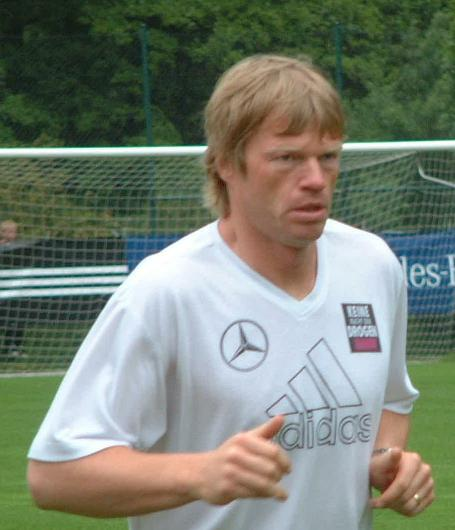
Oliver Kahn, que ganhou o prêmio quatro vezes consecutivas, enquanto atuava pelo Bayern Munich.

| Temporada | Jogador           | Clube             |
| --------- | ----------------- | ----------------- |
| 1997–98   | Peter Schmeichel  | Manchester United |
| 1998–99   | Oliver Kahn       | Bayern de Munique |
| 1999–00   | Oliver Kahn       | Bayern de Munique |
| 2000–01   | Oliver Kahn       | Bayern de Munique |
| 2001–02   | Oliver Kahn       | Bayern de Munique |
| 2002–03   | Gianluigi Buffon  | Juventus          |
| 2003–04   | Vítor Baía        | Porto             |
| 2004–05   | Petr Čech         | Chelsea           |
| 2005–06   | Jens Lehmann      | Arsenal           |
| 2006–07   | Petr Čech         | Chelsea           |
| 2007–08   | Petr Čech         | Chelsea           |
| 2008–09   | Edwin van der Sar | Manchester United |
| 2009–10   | Júlio César       | Internazionale    |
| 2016–17   | Gianluigi Buffon  | Juventus          |
| 2017–18   | Keylor Navas      | Real Madrid       |
| 2018–19   | Alisson           | Liverpool         |
| 2019–20   | Manuel Neuer      | Bayern de Munique |
| 2020–21   | Édouard Mendy     | Chelsea           |

### Melhor Defensor

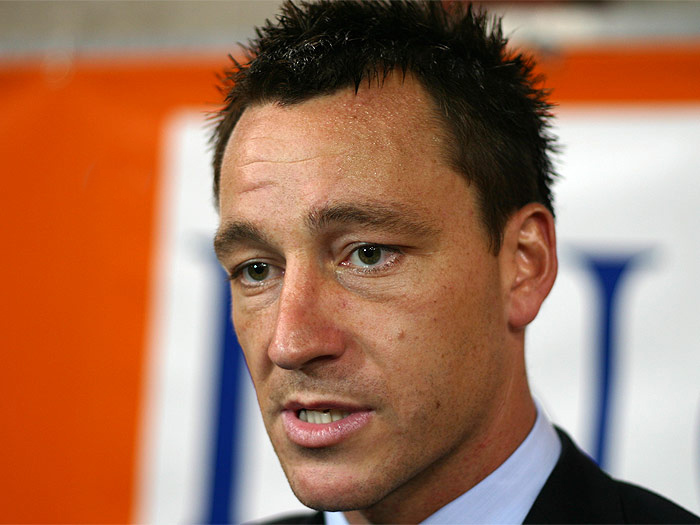
John Terry, o único três vezes vencedor do prêmio, atuando pelo Chelsea.

| Temporada | Jogador          | Clube             |
| --------- | ---------------- | ----------------- |
| 1997–98   | Fernando Hierro  | Real Madrid       |
| 1998–99   | Jaap Stam        | Manchester United |
| 1999–00   | Jaap Stam        | Manchester United |
| 2000–01   | Roberto Ayala    | Valencia          |
| 2001–02   | Roberto Carlos   | Real Madrid       |
| 2002–03   | Roberto Carlos   | Real Madrid       |
| 2003–04   | Ricardo Carvalho | Porto             |
| 2004–05   | John Terry       | Chelsea           |
| 2005–06   | Carles Puyol     | Barcelona         |
| 2006–07   | Paolo Maldini    | Milan             |
| 2007–08   | John Terry       | Chelsea           |
| 2008–09   | John Terry       | Chelsea           |
| 2009–10   | Maicon           | Internazionale    |
| 2016–17   | Sergio Ramos     | Real Madrid       |
| 2017–18   | Sergio Ramos     | Real Madrid       |
| 2018–19   | Virgil van Dijk  | Liverpool         |
| 2019–20   | Joshua Kimmich   | Bayern de Munique |
| 2020–21   | Rúben Dias       | Manchester City   |

### Melhor Meia

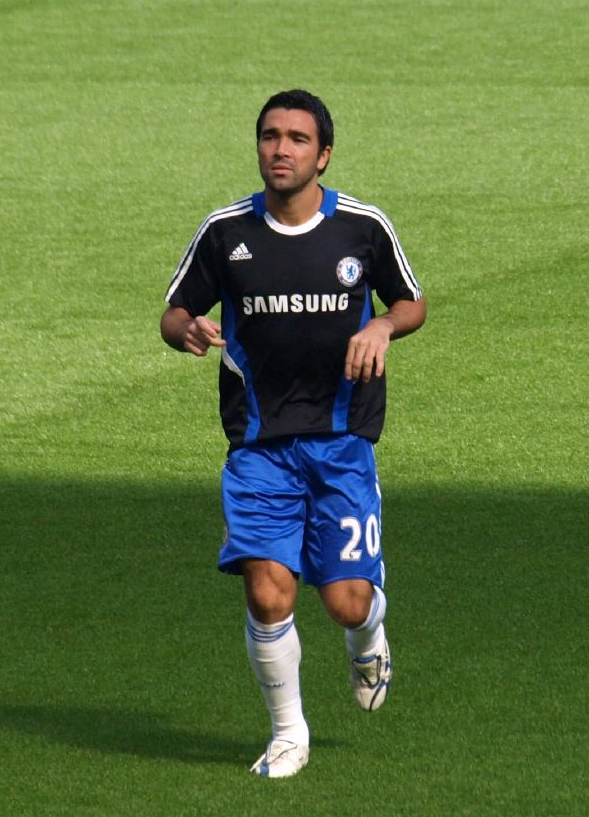
Deco, que foi premiado duas vezes, uma com o Porto e outra com o Barcelona.

| Temporada | Jogador          | Clube             |
| --------- | ---------------- | ----------------- |
| 1997–98   | Zinedine Zidane  | Juventus          |
| 1998–99   | David Beckham    | Manchester United |
| 1999–00   | Gaizka Mendieta  | Valencia          |
| 2000–01   | Gaizka Mendieta  | Valencia          |
| 2001–02   | Michael Ballack  | Bayer Leverkusen  |
| 2002–03   | Pavel Nedvěd     | Juventus          |
| 2003–04   | Deco             | Porto             |
| 2004–05   | Kaká             | Milan             |
| 2005–06   | Deco             | Barcelona         |
| 2006–07   | Clarence Seedorf | Milan             |
| 2007–08   | Frank Lampard    | Chelsea           |
| 2008–09   | Xavi Hernández   | Barcelona         |
| 2009–10   | Wesley Sneijder  | Internazionale    |
| 2016–17   | Luka Modric      | Real Madrid       |
| 2017–18   | Luka Modric      | Real Madrid       |
| 2018–19   | Frenkie de Jong  | Ajax              |
| 2019–20   | Kevin De Bruyne  | Manchester City   |
| 2020–21   | N'Golo Kanté     | Chelsea           |

### Melhor Atacante

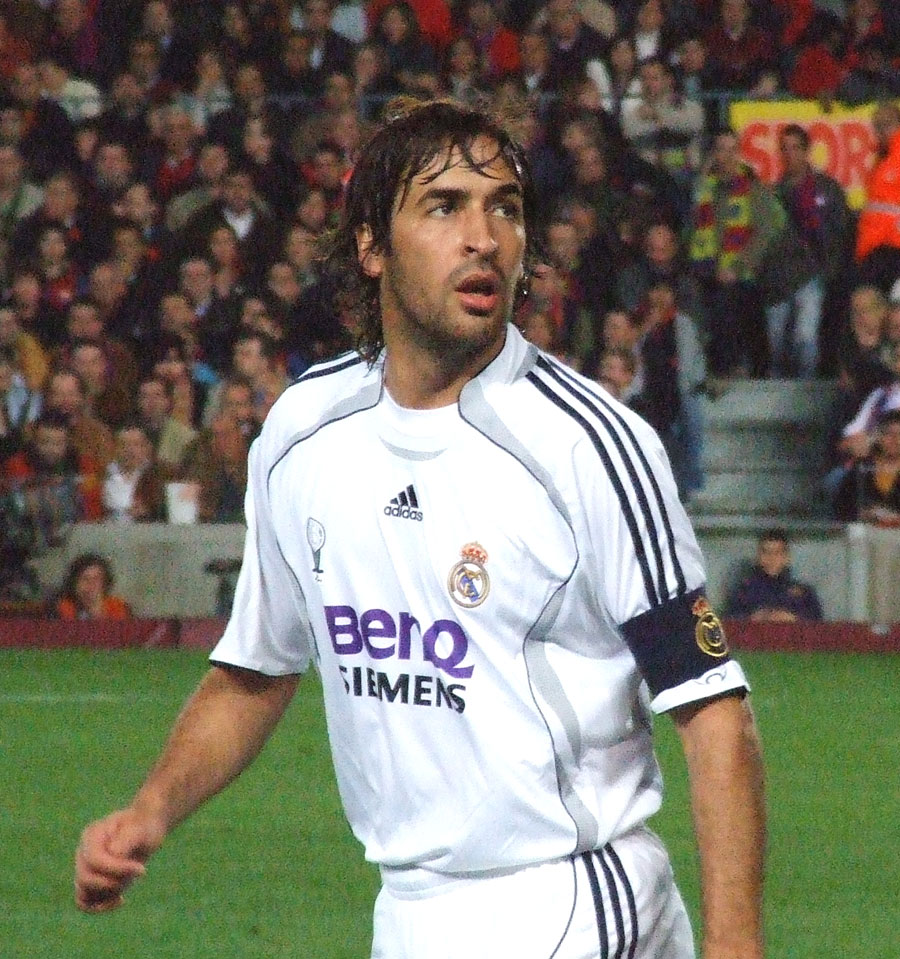
Raúl, o único jogador que ganhou o prêmio 3 vezes seguidas, ambas atuando pelo Real Madrid.

| Temporada | Jogador             | Clube             |
| --------- | ------------------- | ----------------- |
| 1997–98   | Ronaldo             | Internazionale    |
| 1998–99   | Andriy Shevchenko   | Dínamo de Kiev    |
| 1999–00   | Raúl                | Real Madrid       |
| 2000–01   | Raúl                | Real Madrid       |
| 2001–02   | Raúl                | Real Madrid       |
| 2002–03   | Ruud van Nistelrooy | Manchester United |
| 2003–04   | Fernando Morientes  | Monaco            |
| 2004–05   | Ronaldinho Gaúcho   | Barcelona         |
| 2005–06   | Samuel Eto'o        | Barcelona         |
| 2006–07   | Kaká                | Milan             |
| 2007–08   | Cristiano Ronaldo   | Manchester United |
| 2008–09   | Lionel Messi        | Barcelona         |
| 2009–10   | Diego Milito        | Internazionale    |
| 2016–17   | Cristiano Ronaldo   | Real Madrid       |
| 2017–18   | Cristiano Ronaldo   | Real Madrid       |
| 2018–19   | Lionel Messi        | Barcelona         |
| 2019–20   | Robert Lewandowski  | Bayern de Munique |
| 2020–21   | Erling Haaland      | Borussia Dortmund |

### Treinador(es) do ano
| Ano     | Treinador                     | Clube                 |
| ------- | ----------------------------- | --------------------- |
| 1997–98 | Marcello Lippi                | Juventus              |
| 1998–99 | Alex Ferguson                 | Manchester United     |
| 1999–00 | Vicente del Bosque            | Real Madrid           |
| 2000–01 | Ottmar Hitzfeld               | Bayern de Munique     |
| 2001–02 | Vicente del Bosque            | Real Madrid           |
| 2002–03 | Carlo Ancelotti José Mourinho | Milan Porto           |
| 2003–04 | José Mourinho Rafael Benítez  | Porto Valencia        |
| 2004–05 | Rafael Benítez Valery Gazzaev | Liverpool CSKA Moscou |
| 2005–06 | Frank Rijkaard Juande Ramos   | Barcelona Sevilla     |
| 2019–20 | Hans-Dieter Flick             | Bayern de Munique     |
| 2020–21 | Thomas Tuchel                 | Chelsea               |